# 天主教農斯多因教區
天主教農斯多因教區 （拉丁語：Dioecesis Nongstoinensis）是羅馬天主教的一個教區，位於印度東北部、梅加拉亞邦中部，面積5,247平方公里。受西隆總教區管轄。
2006年1月28日升為教區。現任主教為維克多‧林格多赫。2006年有九個堂區、75,715名教友、十八名司鐸。